# Lac Pascalis
Pour les articles homonymes, voir Pascalis.
Le lac Pascalis est un plan d'eau douce du canton de Pascalis, dans la partie Sud du territoire de Senneterre (paroisse), dans la municipalité régionale de comté (MRC) de La Vallée-de-l'Or, dans la région administrative du Abitibi-Témiscamingue, dans la province de Québec, au Canada.
La foresterie et les activités récréotouristiques constituent les principales activités économiques du secteur. Sa surface est généralement gelée du début de la mi-décembre à la mi-avril.
Ce bassin versant est accessible grâce à la route 113 qui remonte vers le Nord sur le côté Ouest du lac Tiblemont en coupant la rivière Pascalis. Le chemin de fer enjambe la rivière Pascalis sur un pont situé à l’embouchure du lac Pascalis.

## Géographie
Une presqu’île s’avance sur 1,0 km vers le Nord à partir de la rive Sud-Ouest du lac.
L’embouchure de ce lac est localisée du côté Est, soit à :
- 17,5 km au Sud du centre-ville de Senneterre (ville) ;
- 1,6 km à l’Ouest du pont de la route 113 qui enjambe la confluence de la rivière Pascalis avec la rivière Tiblemont ;
- 20,1 km au Nord du pont qui enjambe la rivière Louvicourt ;
- 23,0 km au Sud du lac Parent (Abitibi)[1].

Les principaux bassins versants voisins du lac Pascalis sont :
- côté nord : rivière Senneville, lac Courville, rivière Ducros, rivière Noire (lac Courville) ;
- côté est : rivière Pascalis, lac Tiblemont, ruisseau Meilleur ;
- côté sud : rivière Louvicourt, ruisseau Bédard, lac Endormi ;
- côté ouest : rivière Senneville, rivière Courville.

## Toponymie
Le toponyme « lac Pascalis » a été officialisé le 5 décembre 1968 par la Commission de toponymie du Québec, soit lors de sa création.